# Elkalyce zuthus
Elkalyce zuthus är en fjärilsart som beskrevs av John Henry Leech 1893. Elkalyce zuthus ingår i släktet Elkalyce och familjen juvelvingar. Inga underarter finns listade i Catalogue of Life.